# كدانة (شركة)
شركة كدانة للتنمية والتطوير هي شركة سعودية مملوكة للهيئة الملكية لمدينة مكة المكرمة والمشاعر المقدسة، تأسست في يناير 2021 وتعد المطور الرئيس بالمشاعر المقدسة وحِماها، ومقرها الرئيس في مشعر منى.

## عن كدانة
تأسست شركة كدانة للتنمية والتطوير بناءاً على الأمر الكريم رقم 36674 وتاريخ 13 جمادى الآخرة 1441 والقاضي بإنشاء شركة مساهمة مغلقة مملوكة للهيئة الملكية لمدينة مكة المكرمة والمشاعر المقدسة, وتمثل ذراعها التنفيذي المعني بتطوير المشاعر المقدسة برأس مال مليار ريال سعودي.

### التسمية
تمت تسمية كدانة بناء على أحد الخمس عشرة بئراً الموجودة داخل مشعر منى، والتي يبقى فيها الحجاج مدة زمنية أطول من بقية المشاعر المقدسة الأخرى.

## النطاق الجغرافي
المشاعر المقدسة (منى-عرفات-مزدلفة) وحمى المشاعر.

## الرؤية
الريادة في استدامة إعمار المشاعر المقدسة.

## الأهداف
تهدف المملكة إلى الارتقاء بجودة المرافق والخدمات وتحسين تجربة ضيوف الرحمن وتسعى لإتاحة الفرصة لأكبر عدد من المسلمين من أداء مناسك الحج.

## الأدوار
- رفع الطاقة الاستيعابية للمشاعر لإتاحة الفرصة لأكبر عدد ممكن من المسلمين من أداء فريضة الحج على أكمل وجه.[2]
- تهيئة المشاعر المقدسة وحماها ورفع مستوى الجذب لها عن طريق الاستخدام الأمثل على مدار العام وجعلها مركز حضري مستدام.
- رفع كفاءة التشغيل بمواسم الحج مع تطوير وإدارة الخدمات وصيانة المرافق طوال العام بجودة عالية.
- قيادة وتصميم وتطوير العقارات في المشاعر المقدسة، وتنفيذ وتطوير البنية التحتية والأماكن العامة وضمان جاهزيتها على أكمل وجه.
- العمل مع الجهات ذات العلاقة على توحيد نطاق الأعمال في المشاعر وتطبيق أعلى معايير الجودة لسلامة الحجاج وتحسين الخدمات المقدمة.

## المشاريع

### محطة كدانة
في مارس 2022، أعلنت الشركة عن إطلاق مشروع محطة كدانة بالساحة الغربية لمنشأة الجمرات، التي تبلغ مساحتها نحو 10.755م2، بطاقة استيعابية للمواقف بمعدل 575 موقفًا، واستقبال 12 حافلة في الساعة الواحدة بمعدل انتظار لا يتجاوز الدقيقة.
وتضم المحطة مجمعًا تجاريًّا، ودورات مياه، ومناطق انتظار، ومواقف عامة، ومنطقة تنزيل وتحميل للحافلات، وأخرى للسيارات، ومطاعم للوجبات السريعة، ومقاهي، وتموينات، ومباسط، وصالونات حلاقة، ومأكولات شعبية، إلى جانب مبنى للإدارة، ومركز إرشاد وتوجيه.
ويهدف المشروع لتحسين الوضع الحالي للمحطة، وتحسين كفاءة الخدمات المقدمة، وزيادة الطاقة الاستيعابية، وسهولة وتنظيم الحركة، إلى جانب تفعيل الخدمات الحالية في الساحة لمواسم متنوعة.
كما أطلقت الشركة مركز «تسليم» بهدف تسهيل الإجراءات، وتحقيق التنسيق الكامل بين الجهات كافة ذات العلاقة؛ للارتقاء بمنظومة خدمات الحج، ويقدم المركز الخدمات اللازمة لمقدمي خدمات الحج «شركات الطوافة» بالمشاعر المقدسة، ويستهدف أن يكون مركزًا رياديًّا متطورًا، يتواكب مع احتياجات العصر، ويعمل على تحسين تجربة المستخدم، ويسهم في الارتقاء بأعمال الحج.
ويقوم المركز بالإشراف والمراقبة والمتابعة ما يسهم في تطوير الخدمة، وينعكس إيجابًا على تطوير خدمات الحج. ويخدم المركز القطاعات العاملة كافة في الحج تحت مظلة واحدة؛ بما يعود بالنفع على رفع جودة الخدمات من حيث سرعة الاعتماد، وضمان جودة الأعمال المنفَّذة في سبيل تقديم خدمة مميزة لحجاج بيت الله الحرام.

### تطوير وتحسين المناطق المجاورة لجبل الرحمة
في 4 أبريل 2022، أعلنت الشركة عن إطلاق مشروع تطوير وتحسين المناطق المجاورة لجبل الرحمة، ويحتوي المشروع الذي تبلغ مساحته 200 ألف متر مربع، على مجموعة من الخدمات ومواقف عامة للباصات وأخرى لسيارات الزائرين، وتطوير دورات المياه الحالية، وإنشاء دورات مياه جديدة، إلى جانب إنارة الجبل والمنطقة المحيطة به، وتطوير وتحسين أعمدة تلطيف المناخ ومشارب المياه. كما سيوفر المشروع مناطق خضراء وجلسات ومساحات لرياضة المشي، إضافة لنقاط بيع مطاعم وكافيهات، وعمل منظومة إرشادية، ومنصات لقنوات التلفزيون، وإنشاء أبراج مراقبة أمنية، وتجهيز مواقع مخصصة للجهات الحكومية لخدمة الحاج والزائر.

### تأجير مساحات استثمارية
وبداية من مارس 2023، بدأت الشركة في الإعلان عن تأجير مساحات استثمارية بجانب منشأة جسر الجمرات، وذلك لتعزيز تنوع الفعاليات الثقافية في مكة المكرمة.